# Cangas (parroquia)
Cangas (llamada oficialmente Santiago e San Salvador de Cangas) es una parroquia y una villa del municipio español de Cangas de Morrazo, en la provincia de Pontevedra, Galicia.

## Toponimia
La parroquia también es conocida por el nombre de Santiago P., San Salvador P. y Santa María P. de Cangas.

## Geografía
En ella se sitúa el casco urbano del municipio, que cuenta con más de 10 000 habitantes. La parroquia tiene una línea de costa de alrededor de dos kilómetros.

### Casco histórico
En esta parroquia se sitúa el casco histórico de Cangas donde cabe destacar la excolegiata de Santiago de Cangas e Islas Cíes (siglo XIV) y las casas de Patín.

### Comunicaciones
Por la parroquia pasa la PO-551 que comunica Cangas con Moaña y Bueu.

## Organización territorial
La parroquia está formada por una entidad de población:
- Cangas

## Demografía
Gráfica demográfica de la villa y parroquia de Cangas según el INE español:
| Gráfica de evolución demográfica de Cangas entre 2000 y 2023 |
|                                                              |
| Datos según el nomenclátor publicado por el INE.             |

## Fiestas
La principal fiesta que se realiza en la parroquia son las Festas do Cristo. Además, también se celebra el festival internacional de jazz de Cangas (Canjazz) y la muestra internacional de teatro cómico de Cangas.